# ENAER T-35 Pillán
ENAER T-35 Pillán je enomotorni batnognani trenažer za osnovno šolanje. Razvil ga je
ameriški Piper, proizvajal pa čilski ENAERLetalo uporablja poleg Čilskih letalskih sil, še šest držav v Latinski Ameriki in Španija. 
Leta 1985 so razvili različico T-35A Aucan s turbopropelerskim motorjem.

## Specifikacije(T-35)
Podatki iz Hecho En Chile; Air International April 1985, p. 174
Splošne karakteristike
- Posadka: 2
- Dolžina: 7,97 m (26 ft 1¼ in)
- Razpon kril: 8,81 m (28 ft 10¾ in)
- Višina: 2,34 m (7 ft 8⅜ in)
- Površina kril: 13,64 m² (146,8 sq ft)
- Teža praznega letala: 833 kg (1836 lb)
- Maks. vzletna teža: 1315 kg (2900 lb)
- Pogon letala: 1 ×  zračnohaljeni 6-valjni protibatni motor Avco Lycoming AEIO-540-K1K5, 224 kW (300 KM)

 Zmogljivost 
- Maks. hitrost: 311 km/h (168 vozlov, 193 mph) na nivoju morja
- Potovalna hitrost: 266 km/h (144 vozlov, 165 mph) na viini 4630 m (15190 ft) (55% moč)
- Hitrost porušitve vzgona: 115 km/h (62 vozlov, 71 mph) (s spuščenimi zakrilci in spuščenim podvozjem)
- Doseg: 1204 km (650 nmi, 748 milj)
- Višina leta: 5820 m (19100 ft)
- Hitrost vzpenjanja: 7,75 m/s (1525 ft/min)